# Caratê nos Jogos Pan-Americanos de 2011
O caratê nos Jogos Pan-Americanos de 2011 foi disputado no Ginásio San Rafael em Guadalajara, México, entre 27 e 29 de outubro. Consistiu de dez categorias na disciplina kumite, sendo cinco no masculino e cinco no feminino.

## Calendário
| Outubro | 13 | 14 | 15 | 16 | 17 | 18 | 19 | 20 | 21 | 22 | 23 | 24 | 25 | 26 | 27 | 28 | 29 | 30 |
| ------- | -- | -- | -- | -- | -- | -- | -- | -- | -- | -- | -- | -- | -- | -- | -- | -- | -- | -- |
| Caratê  |    |    |    |    |    |    |    |    |    |    |    |    |    |    | 2  | 4  | 4  |    |

|  | Dia de competição |  | Dia de final |

## Medalhistas
Masculino
| Evento                 | Ouro                                      | Prata                                  | Bronze                                                 |
| ---------------------- | ----------------------------------------- | -------------------------------------- | ------------------------------------------------------ |
| Até 60 kg detalhes     | Andrés Rendón COL Colômbia                | Norberto Sosa DOM República Dominicana | Douglas Brose BRA Brasil Miguel Soffia CHI Chile       |
| Até 67 kg detalhes     | Daniel Viveros ECU Equador                | Dennis Novo CUB Cuba                   | Daniel Carrillo MEX México Jean Peña VEN Venezuela     |
| Até 75 kg detalhes     | Dionisio Gustavo DOM República Dominicana | Thomas Scott USA Estados Unidos        | Lester Zamora CUB Cuba David Dubó CHI Chile            |
| Até 84 kg detalhes     | César Herrera VEN Venezuela               | Jorge Pérez DOM República Dominicana   | Homero Morales MEX México Sorin Alexadnru CAN Canadá   |
| Mais de 84 kg detalhes | Ángel Aponte VEN Venezuela                | Alberto Ramírez MEX México             | Wellington Barbosa BRA Brasil Shaun Dhillon CAN Canadá |

Feminino
| Evento                 | Ouro                                    | Prata                                | Bronze                                                                   |
| ---------------------- | --------------------------------------- | ------------------------------------ | ------------------------------------------------------------------------ |
| Até 50 kg detalhes     | Ana Villanueva DOM República Dominicana | Gabriela Bruna CHI Chile             | Jéssica Cândido BRA Brasil Cheili González GUA Guatemala                 |
| Até 55 kg detalhes     | Shannon Nishi USA Estados Unidos        | Karina Díaz DOM República Dominicana | Valéria Kumizaki BRA Brasil Jessy Reyes CHI Chile                        |
| Até 61 kg detalhes     | Bertha Gutiérrez MEX México             | Alexandra Grande PER Peru            | Daniela Suárez VEN Venezuela Marisca Verspaget AHO Antilhas Neerlandesas |
| Até 68 kg detalhes     | Lucélia Ribeiro BRA Brasil              | Yadira Lira MEX México               | Yoly Guillén VEN Venezuela Yoandra Moreno CUB Cuba                       |
| Mais de 68 kg detalhes | María Castellanos GUA Guatemala         | Xunashi Caballero MEX México         | Olivia Grant CAN Canadá Claudia Vera CHI Chile                           |

## Quadro de medalhas
| Ordem | País                      | Medalha de ouro | Medalha de prata | Medalha de bronze |    |
| ----- | ------------------------- | --------------- | ---------------- | ----------------- | -- |
| 1     | DOM República Dominicana  | 2               | 3                |                   | 5  |
| 2     | VEN Venezuela             | 2               |                  | 3                 | 5  |
| 3     | MEX México                | 1               | 3                | 2                 | 6  |
| 4     | USA Estados Unidos        | 1               | 1                |                   | 2  |
| 5     | BRA Brasil                | 1               |                  | 4                 | 5  |
| 6     | GUA Guatemala             | 1               |                  | 1                 | 2  |
| 7     | COL Colômbia              | 1               |                  |                   | 1  |
|       | ECU Equador               | 1               |                  |                   | 1  |
| 9     | CHI Chile                 |                 | 1                | 4                 | 5  |
| 10    | CUB Cuba                  |                 | 1                | 2                 | 3  |
| 11    | PER Peru                  |                 | 1                |                   | 1  |
| 12    | CAN Canadá                |                 |                  | 3                 | 3  |
| 13    | AHO Antilhas Neerlandesas |                 |                  | 1                 | 1  |
| TOTAL | TOTAL                     | 10              | 10               | 20                | 40 |